# Список вице-королей Наварры
Список вице-королей Наварры от завоевания королевства Испанией в 1512 году до отмены в 1839 году статуса вице-королевства после Первой карлистской войны.
| Монарх Испании | Дата назначения | Вице-король | Примечание                                                                         | Примечание                                                                         |
| Фердинанд II Католик, король Арагона / Фердинанд I, король Наварры                                                  | 17 декабря 1512 года | Диего Фернандес де Кордова и Арельяно, маркиз де Комарес                                                         |                                                                                    | Завоевание испанцами Наварры                                                       |
| Фердинанд II Католик, король Арагона / Фердинанд I, король Наварры                                                  | декабрь 1515 года | Фадрике де Акунья, граф де Буэндиа                                                                               |                                                                                    | Завоевание испанцами Наварры                                                       |
| Карлос I, король Испании / Карлос IV, король Наварры                                                                | май 1516 года | Антонио Манрике де Лара, герцог де Нахера                                                                        |                                                                                    | Завоевание испанцами Наварры                                                       |
| Карлос I, король Испании / Карлос IV, король Наварры                                                                | августа 1521 года | Франсиско де Суньига Авельянеда-и-Веласко, граф де Миранда                                                       |                                                                                    | Завоевание испанцами Наварры                                                       |
| Карлос I, король Испании / Карлос IV, король Наварры                                                                | май 1524 года | Диего де Авельянеда, епископ Туя                                                                                 |                                                                                    | Завоевание испанцами Наварры                                                       |
| Карлос I, король Испании / Карлос IV, король Наварры                                                                | январь 1527 года | Мартин Алонсо Фернандес де Кордова, граф де Алькаудете                                                           |                                                                                    | Завоевание испанцами Наварры                                                       |
| Карлос I, король Испании / Карлос IV, король Наварры                                                                | 4 июня 1534 года | Диего Уртадо де Мендоса и Сильва, маркиз де Каньете                                                              |                                                                                    |                                                                                    |
| Карлос I, король Испании / Карлос IV, король Наварры                                                                | 22 мая 1542 года | Хуан де Вега, сеньор де Грахаль                                                                                  |                                                                                    |                                                                                    |
| Карлос I, король Испании / Карлос IV, король Наварры                                                                | 1 мая 1543 года | Луис Уртадо де Мендоса и Пачеко, маркиз де Мондехар                                                              |                                                                                    |                                                                                    |
| Карлос I, король Испании / Карлос IV, король Наварры                                                                | 24 апреля 1546 года | Альваро Гомес Манрике де Мендоса, граф де Кастрохерис                                                            |                                                                                    |                                                                                    |
| Карлос I, король Испании / Карлос IV, король Наварры                                                                | 20 мая 1547 года | Луис Веласко и Руис де Аларкон, сеньор де Салинас                                                                |                                                                                    |                                                                                    |
| Карлос I, король Испании / Карлос IV, король Наварры                                                                | 7 января 1549 года | Бернардино де Карденас и Пачеко, герцог де Македа                                                                |                                                                                    |                                                                                    |
| Карлос I, король Испании / Карлос IV, король Наварры                                                                | 11 июня 1552 года | Бельтран де ла Куэва и Толедо, герцог де Альбукерке                                                              | Умер в занимаемой должности.                                                       | Умер в занимаемой должности.                                                       |
| Филипп II, король Испании / Филипп IV, король Наварры                                                               | 4 января 1560 года | Габриэль де ла Куэва и Хирон, герцог де Альбукерке                                                               | сын предыдущего.                                                                   | сын предыдущего.                                                                   |
| Филипп II, король Испании / Филипп IV, король Наварры                                                               | 5 сентября 1564 года | Альфонсо де Кордоба и Веласко, граф де Алькаудете                                                                |                                                                                    |                                                                                    |
| Филипп II, король Испании / Филипп IV, король Наварры                                                               | 21 марта 1565 года | Хосе де Гевара и Товар, сеньор де Эскаланте                                                                      |                                                                                    |                                                                                    |
| Филипп II, король Испании / Филипп IV, король Наварры                                                               | 17 апреля 1567 года | Хуан де ла Серда и Сильва, герцог де Мединасели                                                                  |                                                                                    |                                                                                    |
| Филипп II, король Испании / Филипп IV, король Наварры                                                               | 21 марта 1572 года | Веспасиано Гонзага и Колонна, герцог де Трауэто                                                                  | Переведен на должность вице-короля Валенсии.                                       | Переведен на должность вице-короля Валенсии.                                       |
| Филипп II, король Испании / Филипп IV, король Наварры                                                               | 8 мая 1575 года | Санчо де Лейва и Ладро н де Гевара, сеньор де Лейва                                                              | умер в занимаемой должности.                                                       | умер в занимаемой должности.                                                       |
| Филипп II, король Испании / Филипп IV, король Наварры                                                               | 29 сентября 1578 года | Сантойо де Молина, регент Аудиенсии                                                                              | Исполнял обязанности, а военными силами командовал Перо Бермудес.                  | Исполнял обязанности, а военными силами командовал Перо Бермудес.                  |
| Филипп II, король Испании / Филипп IV, король Наварры                                                               | 2 февраля 1579 года | Франсиско де Уртадо и Мендоса, маркиз де Альмасан                                                                |                                                                                    |                                                                                    |
| Филипп II, король Испании / Филипп IV, король Наварры                                                               | 16 января 1589 года | Мартин де Кордова и Веласко, маркиз де Кортес                                                                    |                                                                                    |                                                                                    |
| Филипп II, король Испании / Филипп IV, король Наварры                                                               | 9 августа 1595 года | Хуан де Кардона и Рекесенс                                                                                       |                                                                                    |                                                                                    |
| Филипп III, король Испании / Филипп V, король Наварры                                                               | 15 июня 1602 года | Матео де Бургос, епископ Памплоны                                                                                | Исполнял обязанности.                                                              | Исполнял обязанности.                                                              |
| Филипп III, король Испании / Филипп V, король Наварры                                                               | 1603 год | Хуан де Кардона и Рекесенс                                                                                       | Второе пребывания в должности                                                      | Второе пребывания в должности                                                      |
| Филипп III, король Испании / Филипп V, король Наварры                                                               | 1609 год | Мануэль Понсе де Леон                                                                                            | Исполнял обязанности.                                                              | Исполнял обязанности.                                                              |
| Филипп III, король Испании / Филипп V, король Наварры                                                               | 4 января 1610 года | Алонсо Идиакес де Бутрон и Михика, герцог де Сьюдад-Реаль                                                        |                                                                                    |                                                                                    |
| Филипп III, король Испании / Филипп V, король Наварры                                                               | 6 мая 1618 года | Фелипе Рамирес де Арельяно и Суньига, граф де Агилар                                                             |                                                                                    |                                                                                    |
| Филипп III, король Испании / Филипп V, король Наварры                                                               | 19 октября 1620 года | Хуан де Мендоса и Веласко, маркиз де Ла-Инохоса                                                                  |                                                                                    |                                                                                    |
| Филипп IV, король Испании / Филипп VI, король Наварры                                                               | 26 июля 1623 года | Бернардино Гонсалес де Авельянеда и Делгадильо, граф де Кастрильо                                                |                                                                                    |                                                                                    |
| Филипп IV, король Испании / Филипп VI, король Наварры                                                               | 1629 год | Фернандо Хирон де Сальседо и Бривьеска, герцог де Немесес                                                        |                                                                                    |                                                                                    |
| Филипп IV, король Испании / Филипп VI, король Наварры                                                               | 4 июля 1629 года | Хуан Карлос де Гусман и Сильва, маркиз де Фуэнтес                                                                |                                                                                    |                                                                                    |
| Филипп IV, король Испании / Филипп VI, король Наварры                                                               | 25 августа 1631 года | Луис Браво и Акунья                                                                                              |                                                                                    |                                                                                    |
| Филипп IV, король Испании / Филипп VI, король Наварры                                                               | 1 мая 1634 года | Франсиско де Андия Ираррасабаль, маркиз де Вальпараисо                                                           |                                                                                    |                                                                                    |
| Филипп IV, король Испании / Филипп VI, король Наварры                                                               | 14 февраля 1637 года | Фернандо де Андраде и Сотомайор, архиепископ Бургоса                                                             | Вначале исполнял обязанности.                                                      | Вначале исполнял обязанности.                                                      |
| Филипп IV, король Испании / Филипп VI, король Наварры                                                               | 29 мая 1638 года | Педро Фахардо де Суньига и Рекесенс, маркиз де Лос-Велес                                                         |                                                                                    |                                                                                    |
| Филипп IV, король Испании / Филипп VI, король Наварры                                                               | 19 июня 1640 года | Франсиско Мария Каррафа, герцог де Ночера                                                                        | Отстранен от должности и заключен в тюрьму.                                        | Отстранен от должности и заключен в тюрьму.                                        |
| Филипп IV, король Испании / Филипп VI, король Наварры                                                               | 14 июня 1641 года | Энрике Энрикес Пиментель, маркиз де Тавара                                                                       | Переведен на должность вице-короля Арагона.                                        | Переведен на должность вице-короля Арагона.                                        |
| Филипп IV, король Испании / Филипп VI, король Наварры                                                               | 14 декабря 1641 года | Себастьян Суарес де Мендоса и Базан, граф де Ла-Корунья                                                          |                                                                                    |                                                                                    |
| Филипп IV, король Испании / Филипп VI, король Наварры                                                               | 23 декабря 1643 года | Дуарте Фернандо Альварес де Толедо, граф де Oропеса                                                              | Переведен на должность вице-короля Валенсии.                                       | Переведен на должность вице-короля Валенсии.                                       |
| Филипп IV, король Испании / Филипп VI, король Наварры                                                               | 17 апреля 1646 года | Андреа Кантельмо, герцог де Попули                                                                               | Умер до вступления в должность                                                     | Умер до вступления в должность                                                     |
| Филипп IV, король Испании / Филипп VI, король Наварры                                                               | 6 мая 1646 года | Луис де Гусман и Понсе де Леон, граф де Вильяверде                                                               |                                                                                    |                                                                                    |
| Филипп IV, король Испании / Филипп VI, король Наварры                                                               | 19 июня 1649 года | Диего Лопес Пачеко и Португаль, маркиз де Вильена                                                                | Умер в занимаемой должности.                                                       | Умер в занимаемой должности.                                                       |
| Филипп IV, король Испании / Филипп VI, король Наварры                                                               | 3 августа 1653 года | Диего де Бенавидес де ла Куэва, граф де Сантистебан                                                              | Переведен на должность вице-короля Перу.                                           | Переведен на должность вице-короля Перу.                                           |
| Филипп IV, король Испании / Филипп VI, король Наварры                                                               | 3 сентября 1661 года | Антонио Альварес де Толедо и Энрикес де Рибера, маркиз де Вильянуэва-дель-Рио                                    |                                                                                    |                                                                                    |
| Филипп IV, король Испании / Филипп VI, король Наварры                                                               | 8 мая 1662 года | Антонио Педро Гомес Давила, маркиз де Сан-Роман                                                                  | Переведен на должность вице-короля Валенсии.                                       | Переведен на должность вице-короля Валенсии.                                       |
| Филипп IV, король Испании / Филипп VI, король Наварры                                                               | 21 апреля 1664 года | Франсиско де Туттавилья, герцог де Сан-Херман                                                                    | Из неаполитанских дворян, затем занимал должности вице-короля Сардинии и Каталонии | Из неаполитанских дворян, затем занимал должности вице-короля Сардинии и Каталонии |
| Карл II, король Испании / Карл V, король Наварры ///// под регентством Марианны Австрийской                         | 15 ноября 1667 года | Диего Кабальеро де Ильескас и Кабеса де Вака                                                                     |                                                                                    |                                                                                    |
| Карл II, король Испании / Карл V, король Наварры ///// под регентством Марианны Австрийской                         | 15 апреля 1671 года | Алессандро Фарнезе, принц Пармы и Пьянченцы                                                                      | Переведен на должность вице-короля Каталонии.                                      | Переведен на должность вице-короля Каталонии.                                      |
| Карл II, король Испании / Карл V, король Наварры                                                                    | 17 мая 1676 года | Антноио де Веласко и Айяла, граф де Фуэнсалида                                                                   |                                                                                    |                                                                                    |
| Карл II, король Испании / Карл V, король Наварры                                                                    | 24 февраля 1681 года | Иньиго де Веландия, маркиз де Техада                                                                             |                                                                                    |                                                                                    |
| Карл II, король Испании / Карл V, король Наварры                                                                    | 10 августа 1684 года | Энрике де Бенавидес и Базан, маркиз де Байона                                                                    |                                                                                    |                                                                                    |
| Карл II, король Испании / Карл V, король Наварры                                                                    | 20 апреля 1685 года | Эрнесто Алехандро Доминго де Линь и Крой, князь де Шиме                                                          |                                                                                    |                                                                                    |
| Карл II, король Испании / Карл V, король Наварры                                                                    | 5 февраля 1686 года | Алехандро де Бурнонвиль                                                                                          | Умер в занимаемой должности.                                                       | Умер в занимаемой должности.                                                       |
| Карл II, король Испании / Карл V, король Наварры                                                                    | 20 июля 1690 года | Хуан Гранде Сантос, епископ Памплоны                                                                             | Исполнял обязанности.                                                              | Исполнял обязанности.                                                              |
| Карл II, король Испании / Карл V, король Наварры                                                                    | 1691 год | Хуан Мануэль Фернандес Пачеко, маркиз де Вильена и герцог де Эскалона                                            |                                                                                    |                                                                                    |
| Карл II, король Испании / Карл V, король Наварры                                                                    | 15 ноября 1692 года | Бальтазар де Суньига и Гусман, маркиз де Валеро                                                                  |                                                                                    |                                                                                    |
| Карл II, король Испании / Карл V, король Наварры                                                                    | 30 апреля 1697 года | Жан-Шарль де Ваттевиль, маркиз де Конфлан                                                                        | Умер в занимаемой должности.                                                       | Умер в занимаемой должности.                                                       |
| Карл II, король Испании / Карл V, король Наварры                                                                    | 1697 год | Торибио де Миер, епископ Памплоны                                                                                | Умер в занимаемой должности.                                                       | Умер в занимаемой должности.                                                       |
| Карл II, король Испании / Карл V, король Наварры                                                                    | январь 1698 года | Хуан Антонио де Торрес, регент Королевского Совета                                                               | Исполнял обязанности.                                                              | Исполнял обязанности.                                                              |
| Карл II, король Испании / Карл V, король Наварры                                                                    | 8 апреля 1698 года | Педро Альварес де Вега, граф де Грахаль                                                                          | Умер в занимаемой должности.                                                       | Умер в занимаемой должности.                                                       |
| Карл II, король Испании / Карл V, король Наварры                                                                    | 26 декабря 1698 года | Хуан Антонио де Торрес, регент Королевского Совета                                                               | Исполнял обязанности.                                                              | Исполнял обязанности.                                                              |
| Карл II, король Испании / Карл V, король Наварры                                                                    | 12 января 1699 года | Доминго Пиньятелли, маркиз де Сан-Висенте                                                                        |                                                                                    |                                                                                    |
| Филипп V, король Испании / Филипп VII, король Наварры                                                               | 27 февраля 1702 года | Луис Франсиско Бенавидес и Арагон, маркиз де Солера                                                              |                                                                                    | Война за испанское наследство                                                      |
| Филипп V, король Испании / Филипп VII, король Наварры                                                               | 13 июля 1706 года | Фернандо де Монкада и Арагон, герцог де Сан-Хуан                                                                 |                                                                                    | Война за испанское наследство                                                      |
| Филипп V, король Испании / Филипп VII, король Наварры                                                               | 16 сентября 1706 года | князь Альбер-Октав Церклас де Тилли                                                                              |                                                                                    | Война за испанское наследство                                                      |
| Филипп V, король Испании / Филипп VII, король Наварры                                                               | 19 октября 1709 года | Фернандо де Монкада и Арагон, герцог де Сан-Хуан                                                                 | Назначен вторично, умер а занимаемой должности.                                    | Война за испанское наследство                                                      |
| Филипп V, король Испании / Филипп VII, король Наварры                                                               | 29 января 1712 года | Хуан де Риомоль, регент Королевского Совета                                                                      | Исполнял обязанности.                                                              | Война за испанское наследство                                                      |
| Филипп V, король Испании / Филипп VII, король Наварры                                                               | 8 марта 1712 года | Педро колон де Португаль и Айяла, герцог де Верагуа                                                              |                                                                                    | Война за испанское наследство                                                      |
| Филипп V, король Испании / Филипп VII, король Наварры                                                               | 21 ноября 1713 года | Томас де Аквино, принц де Кастильоне                                                                             |                                                                                    | Война за испанское наследство                                                      |
| Филипп V, король Испании / Филипп VII, король Наварры                                                               | 11 января 1722 года | Гонсало Чакон и Орельяна                                                                                         | Умер в занимаемой должности.                                                       | Умер в занимаемой должности.                                                       |
| Филипп V, король Испании / Филипп VII, король Наварры                                                               | 23 января 1723 года | Кристобаль де Москосо и Монтемайор, граф де Ла-Торрес                                                            |                                                                                    |                                                                                    |
| Филипп V, король Испании / Филипп VII, король Наварры                                                               | 6 октября 1739 года | Антонио Педро Ноласко де Ланзос и Табоада, граф де Македа                                                        | Переведен на должность губернатора Мадрида.                                        | Переведен на должность губернатора Мадрида.                                        |
| Фердинанд VI, король Испании / Фердинанд II, король Наварры                                                         | 11 марта 1749 года | Хуан Буэнавентура Дюмон, граф де Гагес                                                                           |                                                                                    |                                                                                    |
| Фердинанд VI, король Испании / Фердинанд II, король Наварры                                                         | 11 октября 1754 года | Мануэль де Сада и Антильон, великий капеллан Ампосты                                                             |                                                                                    |                                                                                    |
| Карл III, король Испании / Карл VI, король Наварры                                                                  | 1760 | Хуан Франсиско де Гуэмеса , граф де Ревильягигедо                                                                |                                                                                    |                                                                                    |
| Карл III, король Испании / Карл VI, король Наварры                                                                  | 23 декабря 1760 года | Луис Карлос Гонсалес де Альбельда и Кайро, маркиз дель Кайро                                                     |                                                                                    |                                                                                    |
| Карл III, король Испании / Карл VI, король Наварры                                                                  | 1765 | Онорато Игнасио де Глимес де Брабанте, граф де Глимес                                                            |                                                                                    |                                                                                    |
| Карл III, король Испании / Карл VI, король Наварры                                                                  | 15 октября 1765 года | Амбросио де Фунес Вильяльпандо, граф де Рикла                                                                    |                                                                                    |                                                                                    |
| Карл III, король Испании / Карл VI, король Наварры                                                                  | 19 апреля 1768 года | Алонсо Висенте де Солис и Фольк де Кардона, герцог де Монтельяно                                                 |                                                                                    |                                                                                    |
| Карл III, король Испании / Карл VI, король Наварры                                                                  | 23 февраля 1773 года | Франсиско де Букарелли                                                                                           |                                                                                    |                                                                                    |
| Карл III, король Испании / Карл VI, король Наварры                                                                  | 11 апреля 1780 года | Мануэль Аслор и Уррьес                                                                                           |                                                                                    |                                                                                    |
| Карл III, король Испании / Карл VI, король Наварры                                                                  | 29 января 1788 года | Мартин Альварес де Сотомайор и Сото Флорес, граф де Коломера                                                     |                                                                                    |                                                                                    |
| Карл IV, король Испании / Карл VII, король Наварры                                                                  | 15 апреля 1795 года | Пабло де Сангро и Мероде, князь ди Кастельфранко                                                                 |                                                                                    | Пиренейская война                                                                  |
| Карл IV, король Испании / Карл VII, король Наварры                                                                  | 16 января 1796 года | Хоакин де Фондесвиела и Ондеано                                                                                  |                                                                                    |                                                                                    |
| Карл IV, король Испании / Карл VII, король Наварры                                                                  | 2 февраля 1798 года | Херонимо Морехон Хирон, маркиз де Лас-Амарильяс                                                                  |                                                                                    |                                                                                    |
| Карл IV, король Испании / Карл VII, король Наварры                                                                  | 29 июля 1807 года | Франсиско де Карвахаль Варгас, герцог де Сан-Карлос                                                              |                                                                                    |                                                                                    |
| Карл IV, король Испании / Карл VII, король Наварры                                                                  | 30 ноября 1807 года | Леопольдо де Грегорио и Патерно, маркиз де Валлесанторо                                                          |                                                                                    |                                                                                    |
| Хосе I, король Испании / Хосе, король Наварры                                                                       | 9 августа 1808 года | Франсиско Хавьер де Негрете и Адорно, граф де Кампо-Аланхе                                                       |                                                                                    | Пиренейские войны                                                                  |
| Хосе I, король Испании / Хосе, король Наварры                                                                       | 13 ноября 1808 года | Мануэль Негрете и Адорно, герцог де Котадилья                                                                    | Брат предыдущего.                                                                  | Пиренейские войны                                                                  |
| Хосе I, король Испании / Хосе, король Наварры                                                                       | 25 ноября 1808 года | Луис Антонио Бертон дес Бальбе, герцог де Маон                                                                   |                                                                                    | Пиренейские войны                                                                  |
| Хосе I, король Испании / Хосе, король Наварры                                                                       | 13 ноября 1810 года - октябрь 1813 года | Не было вице-королей, Наваррой управляли французские военные                                                     | Жорж Жозеф Дюфур Оноре Рей Жан Николас Луи Аббе                                    | Пиренейские войны                                                                  |
| Фердинанд VII, король Испании / Фердинанд III, король Наварры                                                       | 16 июня 1814 года | Хосе Эспелета и Галдеано, граф де Эспелета де Бейре                                                              |                                                                                    |                                                                                    |
| Фердинанд VII, король Испании / Фердинанд III, король Наварры                                                       | 1820—1823 | В течение Либеральногго трехлетия не было вице-королей Наварры                                                   | В течение Либеральногго трехлетия не было вице-королей Наварры                     | В течение Либеральногго трехлетия не было вице-королей Наварры                     |
| Фердинанд VII, король Испании / Фердинанд III, король Наварры                                                       | 28 апреля 1823 года | Луис Ребольедо и Палафокс, маркиз де Лазан                                                                       |                                                                                    |                                                                                    |
| Фердинанд VII, король Испании / Фердинанд III, король Наварры                                                       | 2 декабря 1824 года | Хуан Хосе Руис де Аподака и Элиса, граф де Венадито                                                              |                                                                                    |                                                                                    |
| Фердинанд VII, король Испании / Фердинанд III, король Наварры                                                       | 28 февраля 1826 года | Пруденсио де Гвадалахара и Агилера, граф де Кастротерроньо                                                       |                                                                                    |                                                                                    |
| Фердинанд VII, король Испании / Фердинанд III, король Наварры                                                       | 6 ноября 1830 года | Мануэль Лаудер и Камин, маркиз дель Валье-де-Ривас                                                               | Переведен на должность генерал-капитана Каталонии.                                 | Переведен на должность генерал-капитана Каталонии.                                 |
| Фердинанд VII, король Испании / Фердинанд III, король Наварры                                                       | декабрь 1832 года | Антонио Сола де Фигуэрас                                                                                         | Исполнял обязанности. В октябре 1833 года объявил о военном положении.             | Первая карлистская война                                                           |
| Изабелла II. королева Испании / Изабелла, королева Наварры ////// под регентством Марии Кристины Бурбон-Сицилийской | 1 января 1834 года | Педро Сарсфельд, граф де Сарфельд                                                                                |                                                                                    | Первая карлистская война                                                           |
| Изабелла II. королева Испании / Изабелла, королева Наварры ////// под регентством Марии Кристины Бурбон-Сицилийской | 22 января 1834 года | Сантьяго Рикардо Уолл и Манрике де Лара, граф де Амильдес-де-Толедо Херонимо Вальдес Сьерра                      |                                                                                    | Первая карлистская война                                                           |
| Изабелла II. королева Испании / Изабелла, королева Наварры ////// под регентством Марии Кристины Бурбон-Сицилийской | март 1834 года | Висенте Хенаро де Кесада, маркиз дель Монкайо                                                                    |                                                                                    | Первая карлистская война                                                           |
| Изабелла II. королева Испании / Изабелла, королева Наварры ////// под регентством Марии Кристины Бурбон-Сицилийской | «Начиная с 1834 года, было назначено несколько вице-королей Наварры, которые на своём посту не были эффективными и только исполняли обязанности. Наиболее эффективными наместниками были: Хуан Хосе Рамон Родиль и Кампильо, Франсиско Эспос и Мина, Луис Фернандес де Кордова и Бальдомеро Эспартеро» | |                                                                                    | Первая карлистская война                                                           |
| Изабелла II. королева Испании / Изабелла, королева Наварры ////// под регентством Марии Кристины Бурбон-Сицилийской | 1 июля 1834 года | Хуан Хосе Рамон Родиль и Кампильо, маркиз де Родиль                                                              |                                                                                    | Первая карлистская война                                                           |
| Изабелла II. королева Испании / Изабелла, королева Наварры ////// под регентством Марии Кристины Бурбон-Сицилийской | 2 октября 1834 года | Франсиско Эспос и Мина, граф де Эспос и Мина Сантьяго Рикардо Уолл и Манрике де Лара, граф де Амильдес-де-Толедо | Эспос-и-Мина был единственным вице-королем Наварры.                                | Первая карлистская война                                                           |
| Изабелла II. королева Испании / Изабелла, королева Наварры ////// под регентством Марии Кристины Бурбон-Сицилийской | октябрь 1834 года | Мануэль Лоренсо                                                                                                  |                                                                                    | Первая карлистская война                                                           |
| Изабелла II. королева Испании / Изабелла, королева Наварры ////// под регентством Марии Кристины Бурбон-Сицилийской | 18 апреля 1835 года | Херонимо Вальдес Сьерра                                                                                          |                                                                                    | Первая карлистская война                                                           |
| Изабелла II. королева Испании / Изабелла, королева Наварры ////// под регентством Марии Кристины Бурбон-Сицилийской | 22 апреля 1835 года | Мануэль де Бенедикто                                                                                             |                                                                                    | Первая карлистская война                                                           |
| Изабелла II. королева Испании / Изабелла, королева Наварры ////// под регентством Марии Кристины Бурбон-Сицилийской | июль 1835 года | Луис Фернандес де Кордова Херонимо Вальдес Сьерра                                                                |                                                                                    | Первая карлистская война                                                           |
| Изабелла II. королева Испании / Изабелла, королева Наварры ////// под регентством Марии Кристины Бурбон-Сицилийской | 3 июля 1835 года | Ромон де Меер и Кинделан, барон де Меер                                                                          |                                                                                    | Первая карлистская война                                                           |
| Изабелла II. королева Испании / Изабелла, королева Наварры ////// под регентством Марии Кристины Бурбон-Сицилийской | 16 сентября 1835 года | Педро Сарсфельд-и-Уотерс, граф де Сарсфельд                                                                      |                                                                                    | Первая карлистская война                                                           |
| Изабелла II. королева Испании / Изабелла, королева Наварры ////// под регентством Марии Кристины Бурбон-Сицилийской | 2 марта 1836 года | Ромон де Меер и Кинделан, барон де Меер                                                                          |                                                                                    | Первая карлистская война                                                           |
| Изабелла II. королева Испании / Изабелла, королева Наварры ////// под регентством Марии Кристины Бурбон-Сицилийской | 2 августа 1836 года | Педро Сарсфельд-и-Уотерс, граф де Сарсфельд                                                                      |                                                                                    | Первая карлистская война                                                           |
| Изабелла II. королева Испании / Изабелла, королева Наварры ////// под регентством Марии Кристины Бурбон-Сицилийской | август 1836 года | Франсиско Кабрера                                                                                                |                                                                                    | Первая карлистская война                                                           |
| Изабелла II. королева Испании / Изабелла, королева Наварры ////// под регентством Марии Кристины Бурбон-Сицилийской | 16 сентября 1836 года | Бальдомеро Фернандес Эспартеро, граф де Лучана                                                                   |                                                                                    | Первая карлистская война                                                           |
| Изабелла II. королева Испании / Изабелла, королева Наварры ////// под регентством Марии Кристины Бурбон-Сицилийской | 1836 | Хоакин Эспелета Энриле                                                                                           |                                                                                    | Первая карлистская война                                                           |
| Изабелла II. королева Испании / Изабелла, королева Наварры ////// под регентством Марии Кристины Бурбон-Сицилийской | июль 1837 года | Мартин Хосе Ириарте                                                                                              |                                                                                    | Первая карлистская война                                                           |
| Изабелла II. королева Испании / Изабелла, королева Наварры ////// под регентством Марии Кристины Бурбон-Сицилийской | сентябрь 1837 года | Франсиско Кабрера Луис Анхель де Карандолет и Кастаньос, барон де Карандолет Исидро де Алаис                     |                                                                                    | Первая карлистская война                                                           |
| Изабелла II. королева Испании / Изабелла, королева Наварры ////// под регентством Марии Кристины Бурбон-Сицилийской | 1837 год | Мануэль Латре |                                                                                    | Первая карлистская война                                                           |
| Изабелла II. королева Испании / Изабелла, королева Наварры ////// под регентством Марии Кристины Бурбон-Сицилийской | март 1838 года | Исидро де Алаис                                                                                                  |                                                                                    | Первая карлистская война                                                           |
| Изабелла II. королева Испании / Изабелла, королева Наварры ////// под регентством Марии Кристины Бурбон-Сицилийской | октябрь 1838 года | Диего де Леон и Наваррете, граф де Беласкоайн                                                                    |                                                                                    | Первая карлистская война                                                           |
| Изабелла II. королева Испании / Изабелла, королева Наварры ////// под регентством Марии Кристины Бурбон-Сицилийской | 25 сентября 1839 года | Фелипе Риверо и Лемуан                                                                                           | 15 декабря 1840 года должность вице-короля Наварры была ликвидирована.             | Первая карлистская война                                                           |